# Wólka Prusinowska
Wólka Prusinowska [pronunciación en polaco: /ˈvulka pruɕiˈnɔfska/] (en alemán: Preußenort) es un pueblo ubicado en el distrito administrativo de Gmina Piecki, dentro del Condado de Mrągowo, Voivodato de Varmia y Masuria, en Polonia del norte. Se encuentra aproximadamente a 8 kilómetros al sur de Piecki, a 21 kilómetros al sur de Mrągowo, y a 54 kilómetros al este de la capital regional Olsztyn.
Antes de 1945, el área fue parte de Alemania (Prusia Oriental).